# Hypanthidioides ferrugineum
Hypanthidioides ferrugineum är en biart som först beskrevs av Urban 1994.  Hypanthidioides ferrugineum ingår i släktet Hypanthidioides och familjen buksamlarbin. Inga underarter finns listade i Catalogue of Life.